# Manoscritti di Francia

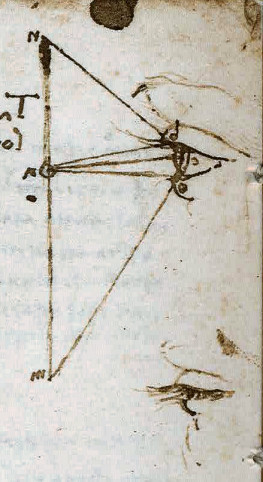
Disegno dell'occhio dal manoscritto D

I manoscritti di Francia sono dodici codici di Leonardo da Vinci conservati presso l'Institut de France di Parigi; sottratti nel 1796 dalla Biblioteca Ambrosiana, nel 1815 non furono restituiti dopo la sconfitta di Napoleone Bonaparte.

## Storia

### Raccolta della Biblioteca Ambrosiana
Nel corso del Seicento furono donati alla Biblioteca Ambrosiana tredici codici di Leonardo da Vinci.
- 1603: dono di un codice da Giovanni Ambrogio Mazenta al cardinale Federico Borromeo, passato poi alla Biblioteca
- 1634: dono di undici codici da Galeazzo Arconati alla Biblioteca (la donazione era in totale di dodici manoscritti perché includeva anche il De Divina Proportione)
- 1674: dono di un codice da Orazio Archinto alla Biblioteca

### Spoliazioni napoleoniche

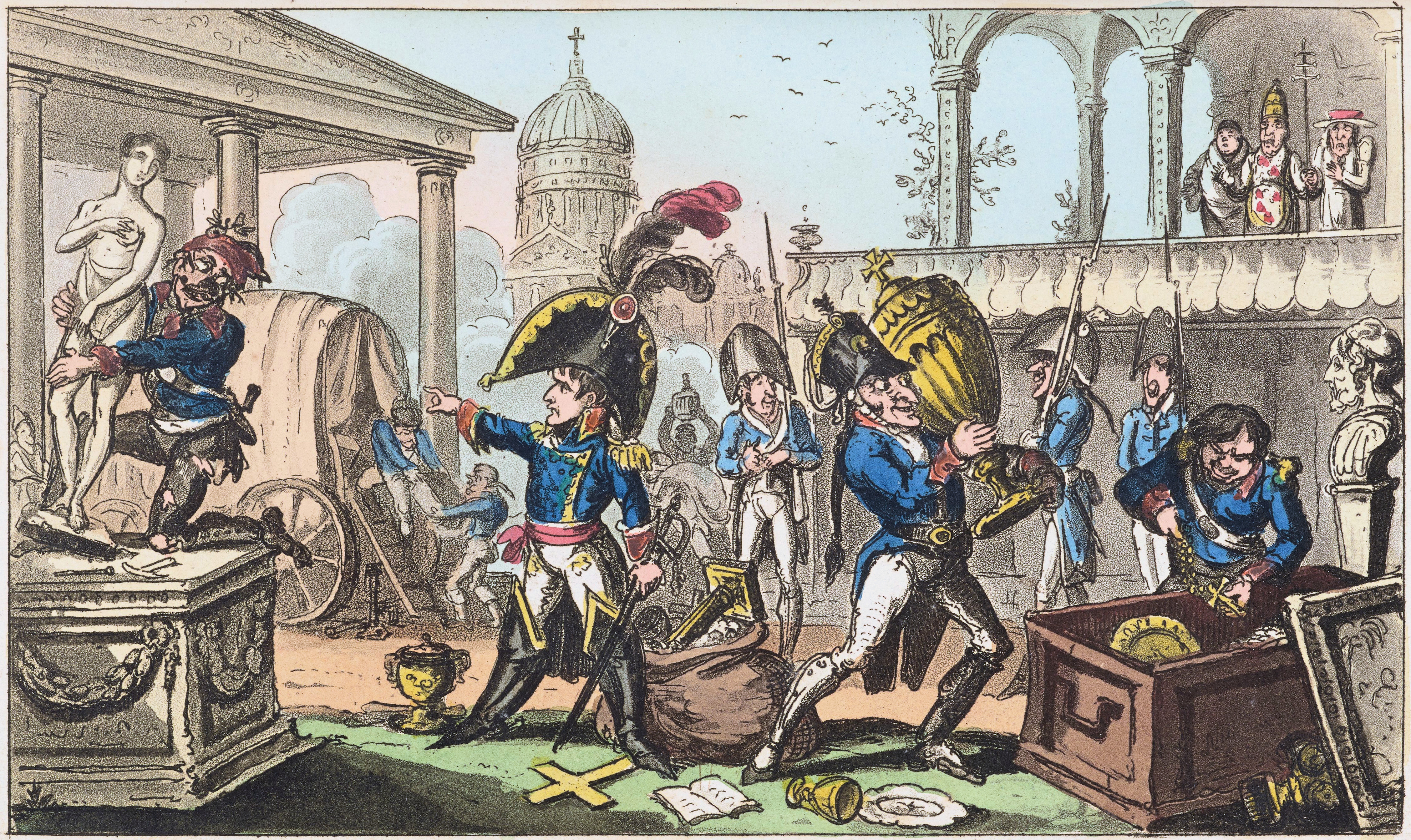
Sottrazioni dei cimeli artistici italiani da parte di Napoleone in una caricatura inglese

Nel 1796 Napoleone Bonaparte ordinò lo spoglio di tutti gli oggetti artistici o scientifici che potevano arricchire musei e biblioteche di Parigi. Il 24 maggio il commissario di guerra Peignon si presentò all'Ambrosiana insieme all'incaricato Pierre-Jacques Tinet (1753-1803) con l'elenco degli oggetti di cui doveva impossessarsi, fra cui «le carton des ouvrages de Leonardo d'Avinci (sic)». Le casse contenenti gli oggetti d'arte tolti a Milano vennero spedite a Parigi il 29 maggio, ma giunsero solo il 25 novembre. Il 14 agosto venne stabilito di portare la cassa n. 19, contenente il Codice Atlantico, alla Biblioteca nazionale di Francia; all'Institut de France era destinata invece altra cassa contenente gli altri dodici manoscritti.
Le segnature furono attribuite da Giovanni Battista Venturi che ebbe modo di studiarli e trascriverne alcune parti.
(Giovanni Battista Venturi)
| Manoscritto | Collocazione Institut de France | Donazione                                     |
| ----------- | ------------------------------- | --------------------------------------------- |
| Ms. A       | 2172 e 2185                     | Galeazzo Arconati                             |
| Ms. B       | 2173 e 2184                     | Galeazzo Arconati                             |
| Ms. C       | 2174                            | Giovanni Ambrogio Mazenta a Federico Borromeo |
| Ms. D       | 2175                            | Galeazzo Arconati                             |
| Ms. E       | 2176                            | Galeazzo Arconati                             |
| Ms. F       | 2177                            | Galeazzo Arconati                             |
| Ms. G       | 2178                            | Galeazzo Arconati                             |
| Ms. H       | 2179                            | Galeazzo Arconati                             |
| Ms. I       | 2180                            | Galeazzo Arconati                             |
| Ms. K       | 2181                            | Orazio Archinto                               |
| Ms. L       | 2182                            | Galeazzo Arconati                             |
| Ms. M       | 2183                            | Galeazzo Arconati                             |

Venturi indicò con la lettera N il Codice Atlantico.
Quando le truppe alleate occuparono Parigi nel 1815, ognuna delle potenze interessate affidò ad un proprio Commissario l'incarico di ricuperare gli oggetti d'arte di cui era stata spogliata; Franz Xaver barone von Ottenfels-Gschwind, incaricato dall'Austria di riprendere gli oggetti d'arte tolti alla Lombardia, essendo questa ritornata sotto il dominio austriaco, non ottenne tutti i codici vinciani sottratti dalla Biblioteca Ambrosiana, benché ne avesse una nota esatta. Quando si presentò alla Bibliothèque nationale, vi trovò solo il Codice Atlantico; invece di cercare di rintracciare e riavere gli altri manoscritti, si accontentò di tre altri volumi (vecchie copie di codici vinciani che considerò originali) e il 5 ottobre 1815 rilasciò la ricevuta «a eccezione di nove volumi manoscritti di mano di Leonardo da Vinci, che secondo la dichiarazione dei signori conservatori non sarebbero mai arrivati alla Biblioteca del Re» («à l'exception de neuf volumes mss. de main de Leonardo da Vinci, lesquels d'après la déclaration de messieurs les conservateurs, ne seraient point arrivés à la Bibliothèque du Roi»).

### Guglielmo Libri, i codici Ashburnham e il codice sul volo degli uccelli

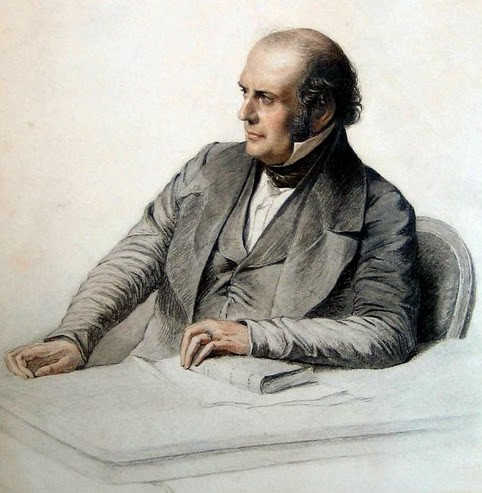
Guglielmo Libri, matematico e ladro di manoscritti

Attorno al 1840 il matematico e bibliofilo Guglielmo Libri sottrasse diverso materiale da biblioteche a Firenze e a Parigi; dall'Institut de France sottrasse diversi fogli appartenenti ai manoscritti A, B ed E. Riunì vari fogli dai manoscritti A e B in due parti, vendute poi al conte Bertrand Ashburnham (1797-1878).
L'Institut de France recuperò dal successivo conte di Ashburnham (1840-1913) i due codici, ma alcune parti risultarono comunque mancanti. Quelli che erano indicati come codici Ashburnham sono oggi considerati supplementi dei rispettivi manoscritti.
Libri staccò anche l'intero Codice sul volo degli uccelli che era inserito al termine del manoscritto B. La parte principale fu acquistata da Giacomo Manzoni (1816-1889) e venduta dagli eredi nel 1892 a Fëdor Vasil'evič Sabašnikov che l'anno successivo recuperò anche uno dei cinque fogli mancanti; donò il codice a Umberto I che lo pose nella Biblioteca Reale. Un altro foglio fu recuperato nel 1903, mentre gli ultimi tre mancanti furono donati nel 1926 al re Vittorio Emanuele III da Henry Fatio.